# Гольдат, Софья Юльевна
Софья Юльевна Гольдат (1902, Бобруйск, Минская губерния — 1991, Москва]) — советский микробиолог.

## Биография
Родилась в 1902 году в Бобруйске в семье врача Юделя Янкелевича Гольдата.
В 1921 году уехала из Бобруйска в Москву на учёбу в МГУ, поступила на впервые открывшееся отделение генетики биологического факультета.
С 1927 года работала в ИЦГЭАН (до 1938 г. Институт экспериментальной биологии), с 1931 г. в только что созданной лаборатории цитогенетики. Во время войны вместе с мужем и родителями находилась в эвакуации в городе Асбест на Урале.
С 1946 года работала во Всесоюзном научно-исследовательском институте пенициллина. Старший научный сотрудник лаборатории селекции промышленных микроорганизмов. В 1954 году разработала методику культивирования грибка — продуцента биомицина.
Последняя публикация датирована 1970 годом.
Похоронена на Востряковском кладбище вместе с родителями.
Соавтор публикаций:
- Кузнецов В. Д., Гольдат С. Ю., Навашин С. М. Производство антибиотиков / [Ред. коллегия: С. М. Навашин (пред.) и др.]. — Москва: Медицина, 1970. — 367 с.: ил.; 27 см. — Библиогр.: с. 365
- Радиационная генетика и селекция микроорганизмов [Текст] / С. И. Алиханян, К. П. Гарина, С. Ю. Гольдат и др. — [Женева]: [б. и.], [1958]. — 35 с., 9 л. ил.; 28 см. — (Вторая Международная конференция Организации объединенных наций по применению атомной энергии в мирных целях; A/Conf/15/P.2436.USSR).
- Гольдат С. Ю., Алиханян С. И. Влияние комбинированного действия ультрафиолетовых и рентгеновских лучей на мутационный процесс у Streptom yces áureo¡aciences. Доклады Академии наук СССР 125: 1134—1136 (1959).
- Глембоцкий Я. Л., Прокофьева-Бельговская А. А., Шамина З. Б., Гольдат С. Ю., Хвостова В. В., Валева С. А., Эйгес Н. С., Невзгодина Л. В. Влияние факторов космического полёта на наследственность и развитие актиномицетов и высших растений // Сб. «Искусственные спутники Земли», вып. 10, Изд-во АН СССР. 1961. С. 72-81.

## Премии и звания
- Сталинская премия второй степени (1950) — за разработку и внедрение в промышленность метода получения медицинского препарата (пенициллина).
- заслуженный изобретатель РСФСР (1976 г.)[4][5].